# 愛媛社会保険事務局

愛媛社会保険事務局（えひめしゃかいほけんじむきょく）は、愛媛県松山市にあった社会保険庁の地方支分部局で、愛媛県を管轄していた。

## 管内社会保険事務所等
- 愛媛社会保険事務局松山東社会保険事務室（松山東社会保険事務所）
- 松山西社会保険事務所
- 新居浜社会保険事務所
- 今治社会保険事務所
- 宇和島社会保険事務所（愛媛社会保険事務局宇和島事務所）